# Deutsch-Italienische Schule Leonardo da Vinci
Die Deutsch-Italienische Schule Leonardo da Vinci ist eine bilinguale Ganztagsschule in München, die als  Schule in freier Trägerschaft vom Freistaat Bayern gefördert wird. Sie bietet gemeinsamen spezifischen Unterricht für die beiden Sprach- und Kulturräume Deutschland und Italien an und ermöglicht es somit der deutsch- und italienischsprachigen Gemeinde in München und Umgebung, sowie all den Familien, die Interesse an der italienischen Sprache und Kultur haben, die Kinder im Hinblick auf beide Sprachen und kulturellen Bereiche zu unterrichten. Schulträger ist der gemeinnützige „Bilinguale Deutsch-Italienischer Bildungsverein“.
Die italienische Gemeinschaft ist die zweitgrößte ausländische Gemeinschaft in Deutschland und die sechstgrößte in München mit 22.000 ansässigen Italienern; ferner ist Italien das viertstärkste Export- und das drittstärkste Importland für Bayern. Trotz der kulturellen und wirtschaftlichen Beziehungen zwischen beiden Ländern gab es in Bayern zuvor keine Schule, die allen Bürgern uneingeschränkten Zugang zu einer  zweisprachigen Ausbildung auf Deutsch und Italienisch von der 1. Klasse an anbot.

## Standort
Die Schule befindet sich in Obersendling, Wolfratshauser Str. 84, 81379 München, und ist gut mit den öffentlichen Verkehrsmitteln zu erreichen.

## Pädagogische Arbeit
Die Didaktik orientiert sich an Ansätzen der Inklusion und der Vielfältigkeit und sieht somit die Möglichkeit vor, Kindern mit Lernschwierigkeiten, aber auch Kindern mit einer besonderen Begabung eine gezielte Förderung anzubieten.

## Wissenschaftliche Begleitung
Die Schule nimmt aktiv an dem Projekt „Vielfalt (an)erkennen“ der Universität Passau teil. Außerdem besteht eine Zusammenarbeit mit dem Pädagogischen Institut Bozen. Die Schule kooperiert mit den deutsch-italienischen zweisprachigen Kindergärten der Stadt München und mit den zweisprachigen Schulen in der Bundesrepublik Deutschland. Die didaktischen und pädagogischen Aktivitäten werden sowohl durch Monitoring und durch Selbstevaluation, als auch durch die externe Evaluation der Universität Passau und des Pädagogischen Instituts Bozen begleitet.